# Brockville (ancienne circonscription fédérale)
Pour les articles homonymes, voir Brockville.
Brockville fut une circonscription électorale fédérale de l'Ontario au Canada, représentée de 1867 à 1917 à la Chambre des communes du Canada.
C'est l'Acte de l'Amérique du Nord britannique de 1867 qui créa le district électoral de Brockville. Abolie en 1914, la circonscription fut intégrée dans les ridings de Leeds.

## Géographie
En 1867, la circonscription de Brockville comprenait:
- La ville de Brockville
- Le canton d'Elizabethtown

En 1882, le canton de Kitley fut ajoutée à la circonscription
En 1903, le canton de Kitley fut soustraite de la circonscription, mais les cantons de Yonge et d'Escott et le village d'Athens furent ajoutés.

## Députés
1. 1867-1872 — James Crawford, CON
2. 1872-1878 — Jacob Dockstader Buell, PLC
3. 1878-1882 — William Fitzsimmons, CON
4. 1882-1899 — John Fisher Wood, L-C
5. 1899-1900 — William Henry Comstock, PLC
6. 1900-1904 — John Culbert, CON
7. 1904-1907 — Daniel Derbyshire, PLC
8. 1907-1911 — George Perry Graham, PLC
9. 1911-1917 — John Webster (en), PLC

- CON = Parti conservateur du Canada (ancien)
- L-C = Parti libéral-conservateur
- PLC = Parti libéral du Canada